# Mycroft Inquisitor
Mycroft Inquisitor est une série de bande dessinée française dessinée par Jack Manini et écrite par Christophe Arleston et Dominique Latil.
Elle met en scène le détective interstellaire Mycroft d'Aquilée, aussi efficace qu'il ne paie pas de mine.

## Albums
- Mycroft Inquisitor, Soleil, coll. « Détectives BD » :

1. Une Fragrance de cadavre, 1995  (ISBN 2-87764-406-5).
2. La Bête d'écume, 1997  (ISBN 2-87764-577-0).
3. Neiges sanglantes, 1998  (ISBN 2-87764-718-8)[3].

- Mycroft : Le Détective des confins (intégrale), Soleil, coll. « La Preuve par 3 », 1998  (ISBN 2-87764-828-1).

### Documentation
- Yves Morel, « « Mycroft inquisitor » : une série éphémère ! », sur BD Zoom, 21 février 2017.